# Wilhelm von Chalon-Auxerre
Wilhelm von Chalon († 18. August 1304 bei Mons-en-Pévèle) war ein Graf von Auxerre (Wilhelm VI.) aus dem Haus Chalon. Er war ein Sohn des Johann I. von Chalon und der Alix von Burgund, Gräfin von Auxerre. Beim Tod seiner Mutter 1279 erbte er die Grafschaft Auxerre, für die sein Vater bis 1283 die Regentschaft führte.
Wilhelm fiel 1304 in der siegreichen Schlacht von Mons-en-Pévèle gegen die Flamen.
Er war seit 1292 verheiratet mit Eleonore, einer Tochter des Grafen Amadeus V. von Savoyen. Sie hatten zwei Kinder:
- Johann II. von Chalon († 1362), Graf von Auxerre und Tonnerre
- Johanna von Chalon († 1360), Gräfin von Tonnerre; ⚭ mit Robert von Burgund († 1334)

## Einzelnachweis
1. ↑  Extraits d'une chronique anonyme Française, in: Recueil des Historiens des Gaules et de la France 21 (1840), S. 136.

## Weblink
- Comtes d’Auxerre 1273-1440 (Bourgogne-Comte) bei Foundation for Medieval Genealogy.ac (englisch)

| Vorgänger        | Amt                        | Nachfolger |
| ---------------- | -------------------------- | ---------- |
| Alix von Burgund | Graf von Auxerre 1279–1304 | Johann II. |

| Personendaten    | Personendaten                                            |
| ---------------- | -------------------------------------------------------- |
| NAME             | Wilhelm von Chalon-Auxerre                               |
| ALTERNATIVNAMEN  | Wilhelm von Chalon; Guillaume de Chalon, comte d’Auxerre |
| KURZBESCHREIBUNG | Graf von Auxerre                                         |
| GEBURTSDATUM     | 13. Jahrhundert                                          |
| STERBEDATUM      | 18. August 1304                                          |
| STERBEORT        | Mons-en-Pévèle                                           |